# Jean Rossius
Jean Rossius (Cerexhe-Heuseux, 27 december 1890 - Luik, 2 mei 1966) was een Belgisch wielrenner.

## Belangrijkste overwinningen
1912
- Luik-Bastenaken-Luik voor onafhankelijken (e.a. Dieudonné Gauthy)

1914
- 2e etappe Ronde van Frankrijk
- 9e etappe Ronde van Frankrijk

1919
- Luik-Malmedy-Luik
- Belgisch kampioen op de weg, Elite
- 1e etappe Ronde van Frankrijk

1920
- Retinne-Spa-Retinne
- 7e etappe Ronde van Frankrijk
- 15e etappe Ronde van Frankrijk

1923
- GP Sporting

1923
- Parijs-St.Etienne

## Resultaten in voornaamste wedstrijden
| Jaar | Ronde van Italië | Ronde van Frankrijk | Ronde van Spanje |
| ---- | ---------------- | ------------------- | ---------------- |
| 1913 |                  | opgave              |                  |
| 1914 |                  | 4e (2)              |                  |
| 1919 |                  | opgave (1)          |                  |
| 1920 |                  | 7e (2)              |                  |
| 1921 |                  | opgave              |                  |
| 1922 |                  | 9e                  |                  |
| 1923 |                  | opgave              |                  |

| Jaar | Ronde van Vlaanderen | Parijs-Roubaix | Luik-Bast.‑Luik | Parijs-Tours |
| ---- | -------------------- | -------------- | --------------- | ------------ |
| 1913 |                      | 11e            |                 | 6e           |
| 1914 |                      | 5e             |                 | 13e          |
| 1919 |                      | 7e             |                 | ↑            |
| 1920 |                      |                |                 | 5e           |
| 1921 |                      |                | Brons           |              |
| 1922 |                      | ↑              |                 | 4e           |
| 1923 | 7e                   |                | Zilver          | 10e          |

- Bibliothèque nationale de France: cb14978154v (data)
- International Standard Name Identifier: 0000 0004 5094 4552
- Virtual International Authority File: 316737200